# Szandai Várhegy
Szandai Várhegy este o arie protejată (arie specială de conservare — SAC, sit de importanță comunitară — SCI) din Ungaria întinsă pe o suprafață de 33,7 ha, integral pe uscat.

## Localizare
Centrul sitului Szandai Várhegy este situat la coordonatele 47°54′35″N 19°25′19″E / 47.909722°N 19.421944°E.

## Înființare
Situl Szandai Várhegy a fost declarat sit de importanță comunitară în mai 2004 pentru a proteja 7 specii de animale. Situl a fost protejat și ca arie specială de conservare în februarie 2010.

## Biodiversitate
Situată în ecoregiunea panonică, aria protejată conține 9 habitate naturale: Pante stâncoase silicioase cu vegetație casmofită, Pajiști stepice subpanonice, Păduri panonice cu Quercus petraea și Carpinus betulus, Păduri pe pante, grohotișuri și ravene de Tilio-Acerion, Pajiști panonice carstice (Stipo-Festucetalia pallentis), Păduri panonice cu Quercus pubescens, Păduri panonice-balcanice de stejar turcesc - stejar sesil, Tufărișuri subcontinentale peripanonice, Grohotișuri silicioase medio-europene, la altitudine înaltă.
La baza desemnării sitului se află mai multe specii protejate:
- mamifere (2): liliac cârn (Barbastella barbastellus), liliacul mic cu potcoavă (Rhinolophus hipposideros)
- nevertebrate (5): croitorul mare al stejarului (Cerambyx cerdo), Cucujus cinnaberinus, Euplagia quadripunctaria, Limoniscus violaceus, rădașcă (Lucanus cervus)

Pe lângă speciile protejate, pe teritoriul sitului au mai fost identificate 4 specii de plante, 1 specie de păsări, 1 specie de amfibieni, 1 specie de mamifere, 1 specie de nevertebrate.